# Reichswehr noire
La Reichswehr noire (en allemand : Schwarze Reichswehr) était le nom donné aux formations paramilitaires extra-légales, créées par l'armée allemande de la Reichswehr à l'époque de la République de Weimar. Elles ont été créées malgré les restrictions imposées par le traité de Versailles. L'organisation secrète a été dissoute en 1923 lors de l'échec du putsch de Custrin.

## Restrictions sur les capacités militaires allemandes après la première guerre mondiale
Le traité de Versailles a limité les effectifs de l'armée allemande à sept divisions d'infanterie et trois de cavalerie, pour un total de 100 000 hommes, et pas plus de 4 000 officiers. La conscription est interdite et les fonctionnaires chargés de la protection des forêts, de l'inspection des douanes et d'autres tâches officielles ne peuvent recevoir d'entraînement militaire. L'armée doit se consacrer exclusivement au maintien de l'ordre sur le territoire allemand et au contrôle des frontières. Le traité interdit en outre la construction d'avions, d'artillerie lourde, de sous-marins, de navires de guerre et de chars d'assaut, ainsi que la production de munitions destinées à la guerre chimique.
Les forces navales étaient limitées à 15 000 hommes. Le traité spécifiait également que la marine ne pouvait compter plus de 6 cuirassés d'un tonnage maximal de 10 000 tonnes, de 6 croiseurs (tonnage de 6 000 tonnes), de 6 destroyers (tonnage de 800 tonnes) et de 12 torpilleurs (tonnage de 200 tonnes). De plus, ces bâtiments ne pouvaient être remplacés qu'après vingt ans pour les deux premières classes de navires, et après quinze ans pour les autres. L'article 191 interdisait spécifiquement la production ou l'acquisition de sous-marins. Le Traité prohibait également la fabrication, l'importation et l'exportation d'armes et de gaz de combat.